# Fulbaria
Fulbaria (en bengali : ফুলবাড়ীয়া) est une upazila du Bangladesh dans le district de Mymensingh. En 1991, on y dénombrait 345 283 habitants.